# Walwick
Walwick – wieś w Anglii, w hrabstwie Northumberland. Leży 35 km na zachód od miasta Newcastle upon Tyne i 414 km na północ od Londynu.